# Jiaqi Zheng
Jiaqi Zheng (13 gennaio 1988) è una tennistavolista statunitense, che ha rappresentato gli Stati Uniti ai Giochi olimpici di Rio de Janeiro 2016.